# Браиловский, Виктор Львович
Виктор Львович Браиловский (род. 27 декабря 1935, Москва) — российский математик, активный участник еврейского движения за репатриацию в Израиль в 1970-х — 1980-х годах. 
Отказник с 1972 года. Один из организаторов семинара учёных-отказников в СССР.

## Биография
Окончил сначала Московский энергетический институт, а затем учился на инженерном потоке мехмата МГУ. Работал в Институте электронных управляющих машин. Кандидат физико-математических наук.
Один из организаторов и последний редактор самиздатского журнала «Евреи в СССР».
Узник Сиона, в 1980 году был осуждён на пять лет ссылки за «клевету на советский строй».
Репатриировался в Израиль в 1987 году. Профессор кибернетики Тель-Авивского Университета.
Член Кнессета от партии Шинуй (1999—2006), заместитель министра внутренних дел Израиля (2003—2004), министр науки и технологии с 29 ноября по 4 декабря 2004 года.
Жена — Браиловская Ирина Юлиановна, математик, участница еврейского эмиграционного движения в 1970-е годы в Москве.